# Mistrzostwa Świata w Narciarstwie Alpejskim 1985
28. Mistrzostwa świata w narciarstwie alpejskim odbywały się od 31 stycznia do 10 lutego 1985 r. we włoskim Bormio. Były to trzecie mistrzostwa świata w historii rozgrywane we Włoszech, ale pierwsze odbywające się w tej miejscowości (poprzednio Włochy organizowały MŚ w latach: 1956 i 1970). W klasyfikacji medalowej zwyciężyła reprezentacja Szwajcarii, która zdobyła też najwięcej medali - 8, w tym 4 złote, 3 srebrne i 1 brązowy. 

## Wyniki

### Mężczyźni
| Konkurencja             | Data      | Złoto             | Wynik   | Srebro             | Wynik   | Brąz            | Wynik   |
| Zjazd szczegóły         | 3 lutego  | Pirmin Zurbriggen | 2:06,68 | Peter Müller       | 2:06,79 | Doug Lewis      | 2:06,82 |
| Slalom gigant szczegóły | 7 lutego  | Markus Wasmeier   | 2:28,90 | Pirmin Zurbriggen  | 2:28,95 | Marc Girardelli | 2:29,22 |
| Slalom szczegóły        | 10 lutego | Jonas Nilsson     | 1:38,82 | Marc Girardelli    | 1:38,88 | Robert Zoller   | 1:39,35 |
| Kombinacja szczegóły    | 10 lutego | Pirmin Zurbriggen | 7,67    | Ernst Riedlsperger | 37,84   | Thomas Bürgler  | 39,41   |

### Kobiety
| Konkurencja             | Data     | Złoto          | Wynik   | Srebro                           | Wynik   | Brąz            | Wynik   |
| Zjazd szczegóły         | 3 lutego | Michela Figini | 1:26,96 | Ariane Ehrat Katharina Gutensohn | 1:28,57 |                 |         |
| Slalom gigant szczegóły | 6 lutego | Diann Roffe    | 2:18,53 | Elisabeth Kirchler               | 2:19,13 | Eva Twardokens  | 2:19,21 |
| Slalom szczegóły        | 9 lutego | Perrine Pelen  | 1:29,58 | Christelle Guignard              | 1:29,93 | Paoletta Magoni | 1:29,98 |
| Kombinacja szczegóły    | 9 lutego | Erika Hess     | 18,72   | Sylvia Eder                      | 34,42   | Tamara McKinney | 44,45   |

## Tabela medalowa
| Lp. | Państwo           | złoto | srebro | brąz | razem |
| --- | ----------------- | ----- | ------ | ---- | ----- |
| 1   | Szwajcaria        | 4     | 3      | 1    | 8     |
| 2   | Francja           | 1     | 1      | -    | 2     |
| 3   | Stany Zjednoczone | 1     | -      | 3    | 4     |
| 4   | RFN               | 1     | -      | -    | 1     |
| 4   | Szwecja           | 1     | -      | -    | 1     |
| 6   | Austria           | -     | 4      | 1    | 5     |
| 7   | Luksemburg        | -     | 1      | 1    | 2     |
| 8   | Włochy            | -     | -      | 1    | 1     |